# 호로야 AC
호로야 AC(Horoya Athletic Club)는 호로야 코나크리(Horoya Conakry) 또는 H.A.C.로도 알려진 기니 코나크리를 연고로 하는 기니의 프로 축구 클럽이다. 이 클럽은 1975년에 설립되었고, 기니 축구 리그 시스템의 최상위 리그인 리그 1 프로에서 경기를 한다.

## 역사
2014년에는 2013년 FIFA 클럽 월드컵 준우승팀인 라자 카사블랑카를 2014년 CAF 챔피언스리그 제2차 예선에서 탈락시켰다.
2018년, CAF 챔피언스리그 조별리그에서 준우승을 차지한 후, 사상 처음으로 8강에 진출하였고, 알아흘리와의 경기에서 합계 4-0으로 패하였다(코나크리 전 0-0, 카이로 전 4-0).

## 선수 명단

### 현역
참고: FIFA 자격 규정에 따라 소속된 국가대표팀 국기를 표시합니다. 선수는 복수의 FIFA 비회원국 국적을 가지고 있을 수 있습니다.
| 번호 | 포지션 | 국적             | 이름              |
| ---- | ------ | ---------------- | ----------------- |
| 3    | DF     | 콩고 민주 공화국 | 엘 지레 은싱가니  |
| 5    | DF     | 말리             | 부바카르 사마세쿠 |
| 9    | FW     | 기니             | 다우다 카마라     |
| 14   | DF     | 말리             | 이시아카 사마케   |

| 번호 | 포지션 | 국적       | 이름 |
| ---- | ------ | ---------- | ---- |
| 35   | GK     | 시에라리온 | 메도 |

## 역대 감독
| 감독            | 임기 |
| --------------- | ---- |
| 아마라 트라오레 | 불명 |